# Umkleideraum
Ein Umkleideraum – in Österreich und der Schweiz Garderobe genannt – ist ein Funktionsraum in öffentlichen oder gewerblich genutzten Gebäuden. Er dient dazu, dass die dort tätigen Personen ihre Straßenkleidung ablegen und die für die nächste Tätigkeit erforderliche Spezialkleidung (bei Arbeitsstätten Arbeitskleidung, in Sporthallen Sportbekleidung, in Schwimmbädern Badebekleidung) anlegen können.
Häufig enthalten Umkleideräume eine Bank, auf der Gegenstände abgelegt, sowie Kleiderhaken, an denen Kleidungsstücke aufgehängt werden können, in Fällen von öffentlich zugänglichen Gebäuden auch abschließbare Spinde, die einem Diebstahl vorbeugen sollen.
Umkleideräume sind meist nach Geschlechtern getrennt angelegt. Oft sind sie mit Duschen bzw. Waschräumen kombiniert, damit nach der Arbeit bzw. der Sportausübung eine Körperpflege durchgeführt werden kann.
Bei Veranstaltungsorten stehen für die Künstler im Backstage-Bereich oft individuelle Umkleideräume zur Verfügung, die die Möglichkeit zur Erholung bieten und auch als Rückzugsmöglichkeit dienen.

## Schnittstellen

Umkleidekabinen
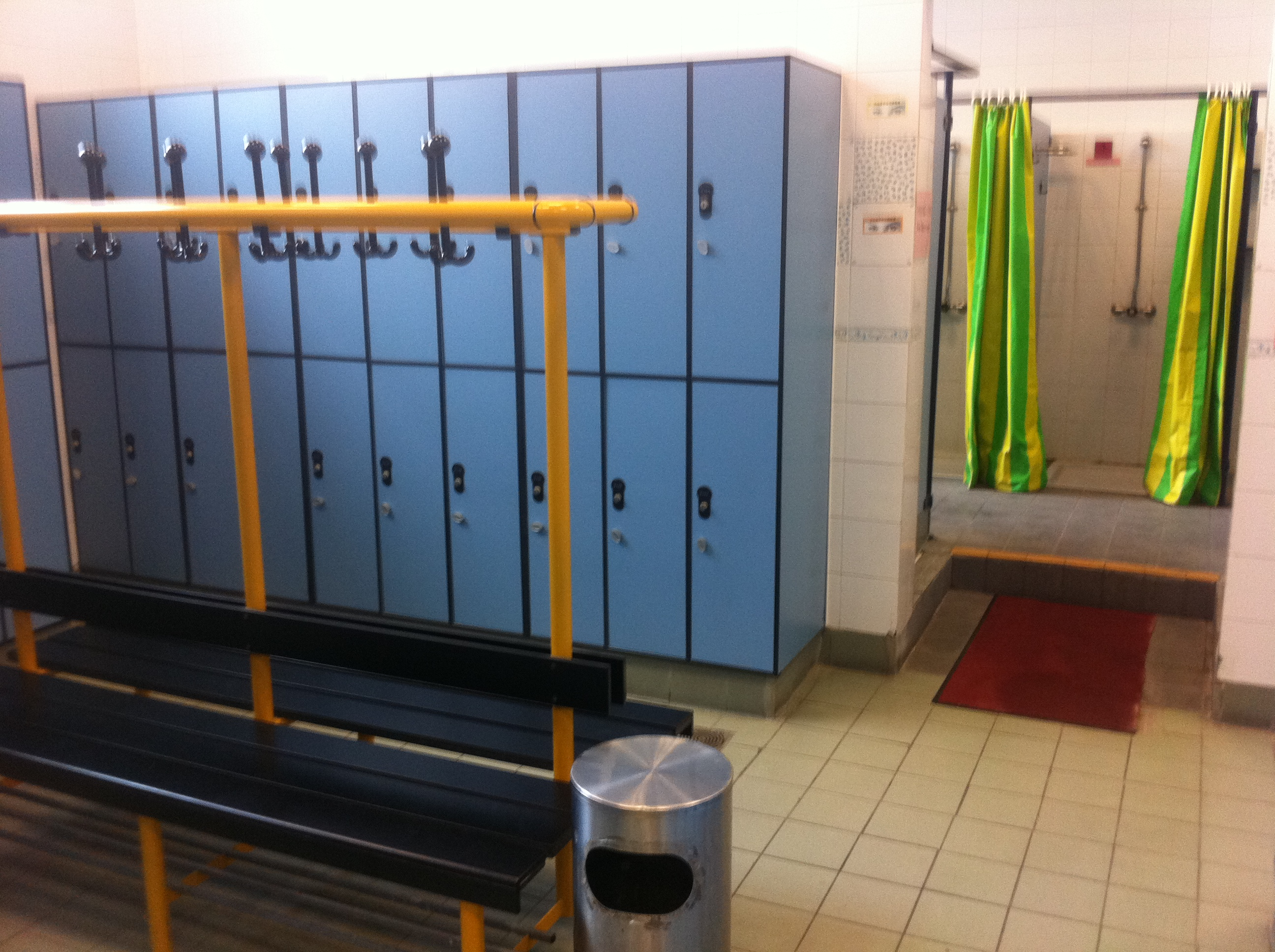
Umkleideraum in einer Sporthalle
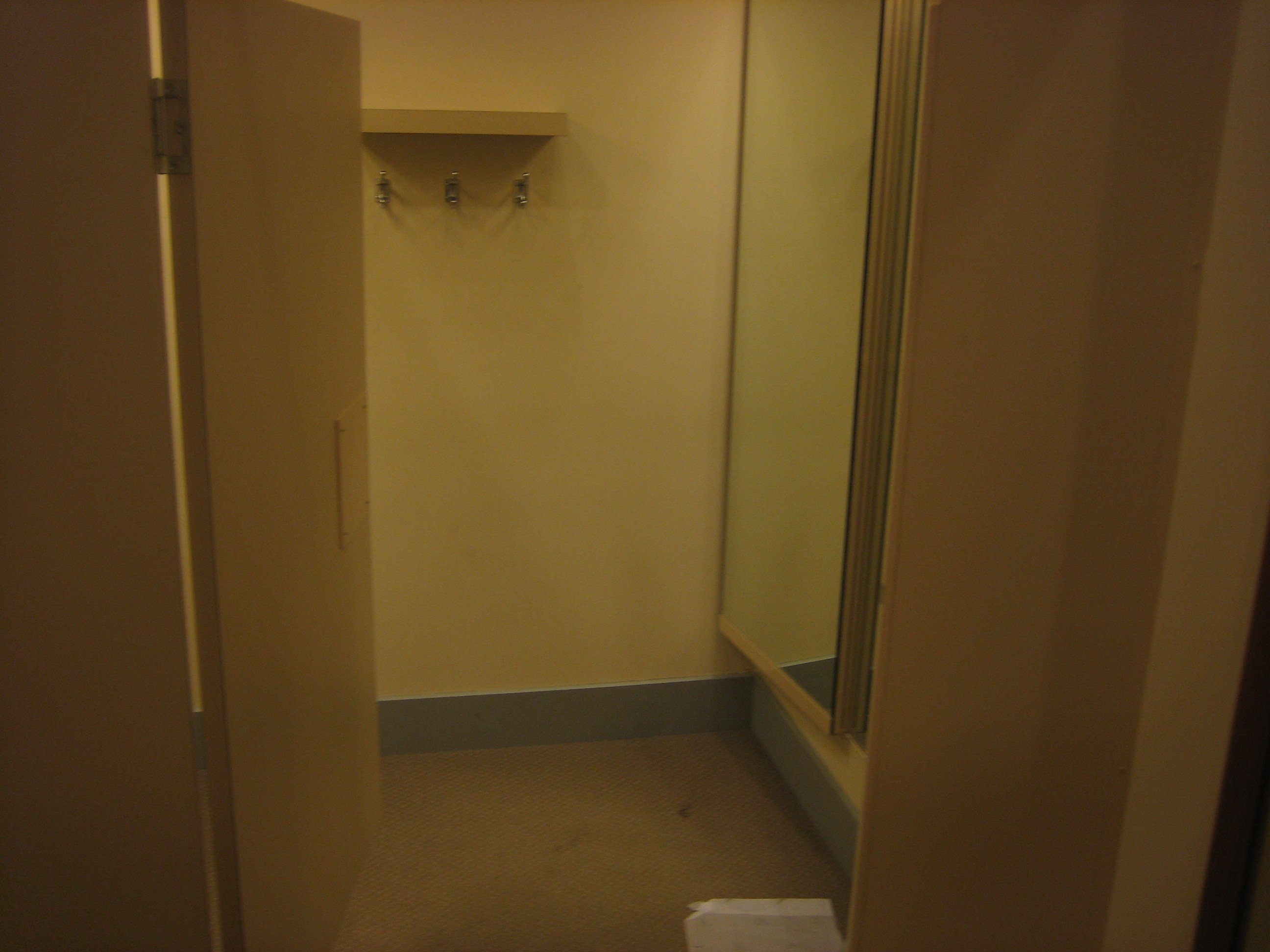
Umkleidekabine in einem Modehaus
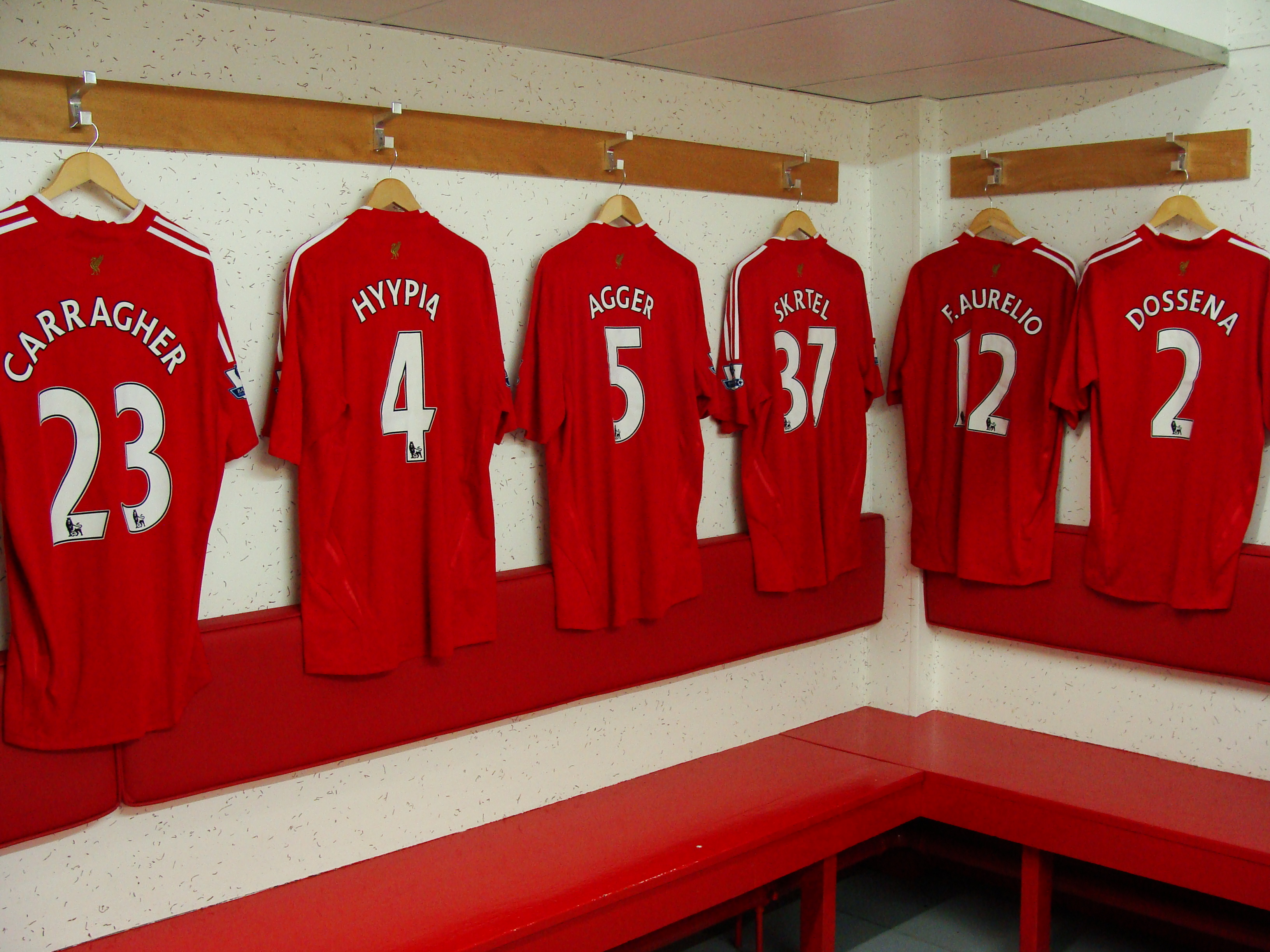
Umkleideraum in einem Fußballstadion
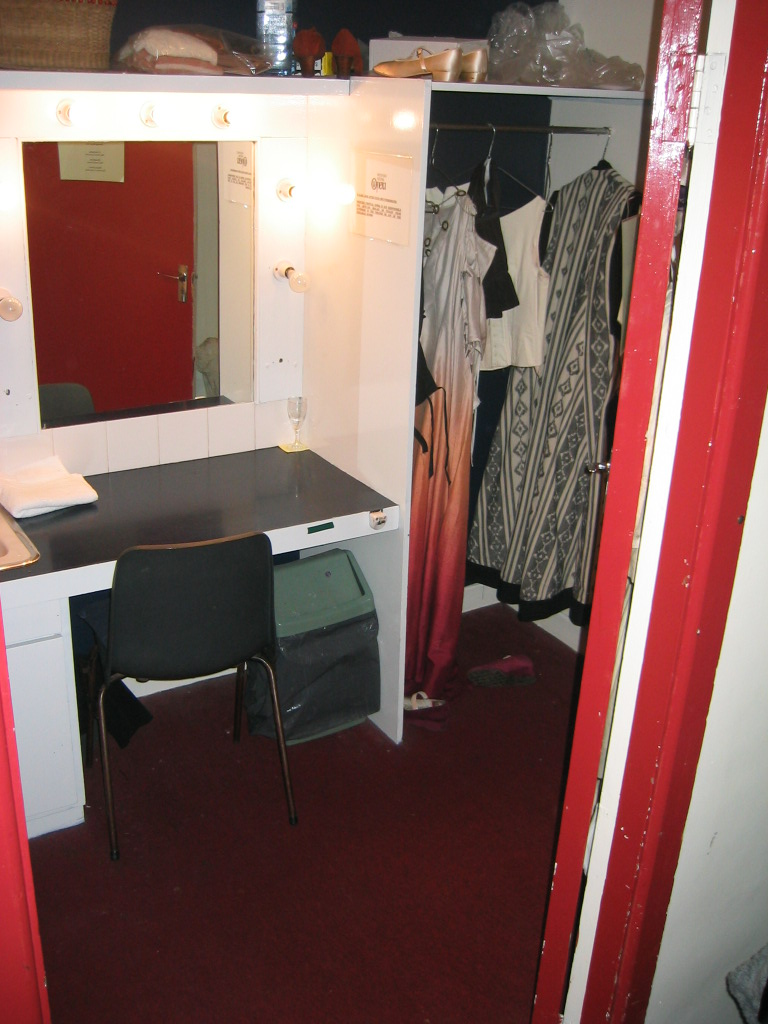
Umkleideraum in einem Theater
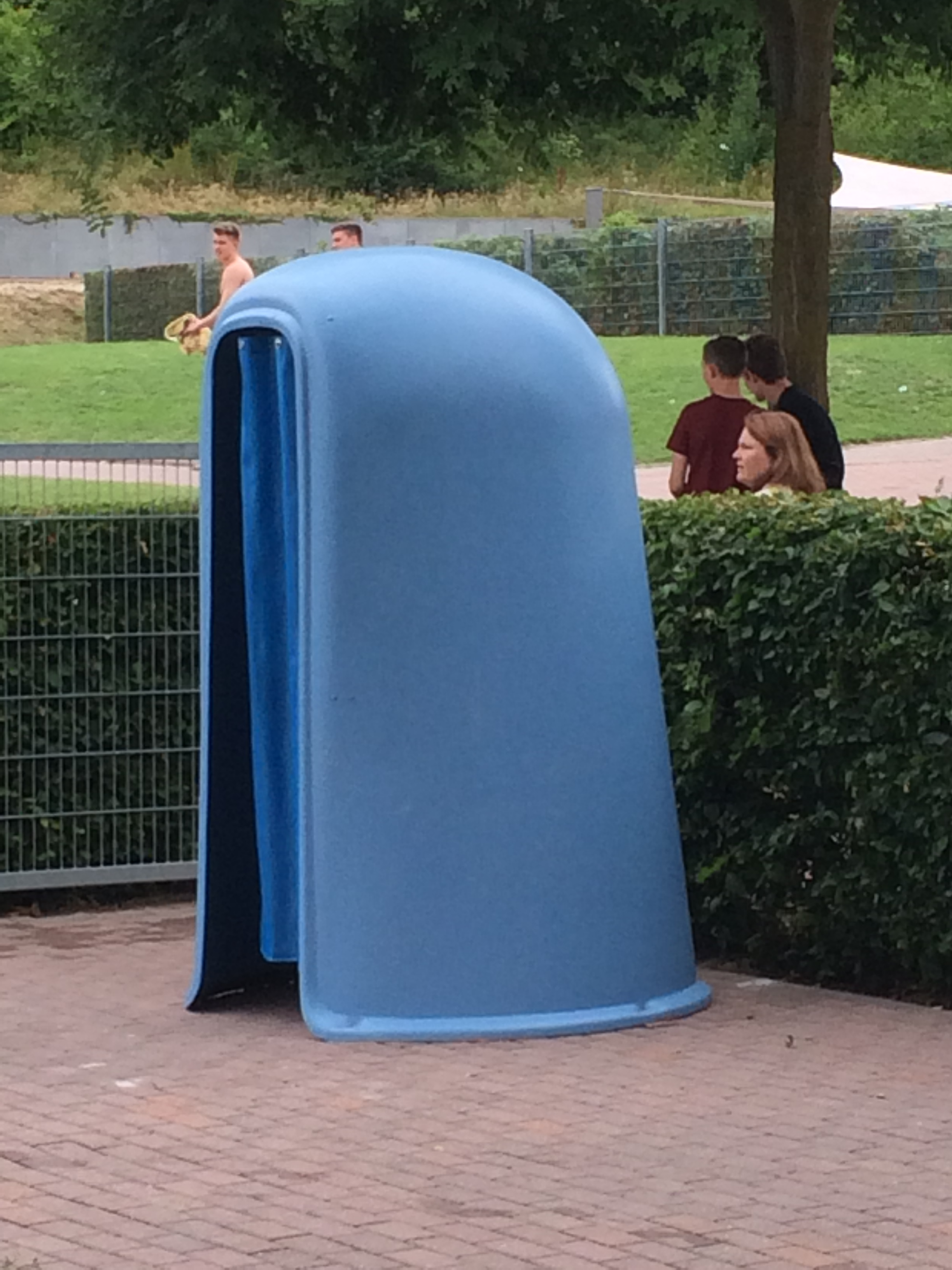
Umkleidekabine in einem Schwimmbad
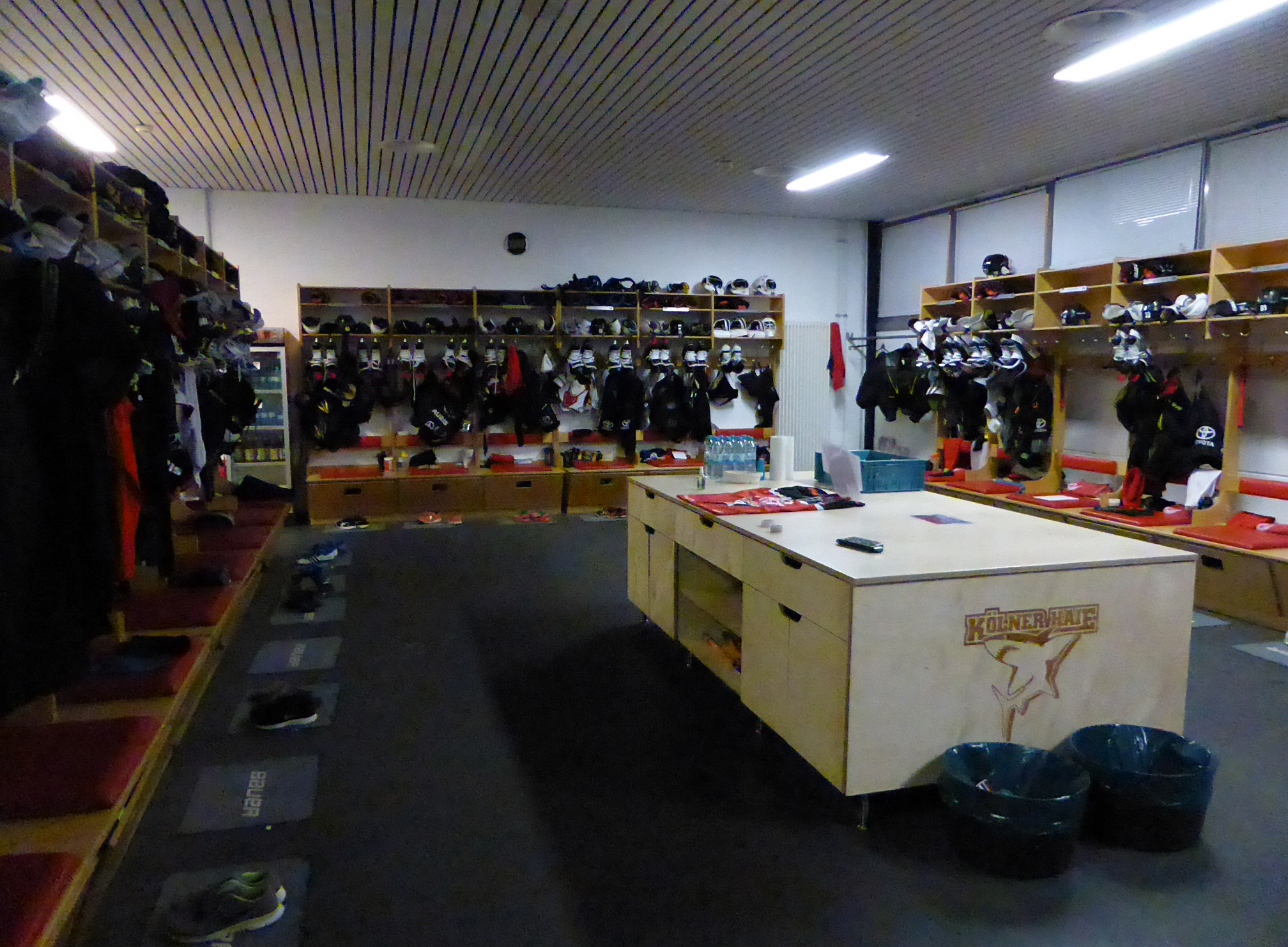
Spielerumkleideraum der Kölner Haie

## Umkleidekabine
Eine Umkleidekabine – seltener auch Anprobierkabine genannt – ist eine kleine Version des Umkleideraums mit einer Grundfläche von üblicherweise ca. zwei Quadratmetern. Umkleidekabinen sind an denselben Orten wie Umkleideräume anzutreffen und dienen demselben Zweck, mit dem Unterschied, dass jeweils nur eine Person (im Regelfall) die Kabine benutzen kann und damit der Umkleidevorgang blickgeschützt erfolgen kann.
Umkleidekabinen sind ferner in Modehäusern anzutreffen. Ihr dortiger Zweck ist die Ermöglichung der blickgeschützten Anprobe.